# Харахора
Харахора (кабард.-черк. Хьэрэ Кхъуэрэ) — горный массив, состоящий из нескольких острых и пологих вершин, возвышающихся над селением Заюково, в Баксанском ущелье Кабардино-Балкарии. Высота — 1233,1 м.

## Этимология
Название горного массива Харахора в переводе с кабардино-черкесского языка означает «Собака и Кабан». Такое название исходит из того, что две из вершины горного массива ранее напоминали очертания голов собаки и кабана. Но из-за горных процессов и осыпей ныне эти очертания уже практически не заметны.

## Подземная пещера
В 2011 году после оползневых процессов на одной из вершин Харахоры местными жителями была обнаружена подземная пещера, уходящая вглубь горы, с идеально ровными стенами.
Первые осмотры подземной пещеры были проведены местными спелеологами. С конца 2011 года горный массив и подземную пещеру начали изучать исследователи и спелеологи, которые выявили, что подземная шахта с прямыми и отшлифованными узкими стенами уходит вглубь горы на 40 метров, а затем переходит в широкий подземный зал, высота которого составляет 36 метров, а прямые стены сложены из крупных блоков (мегалитов) и подогнаны друг к другу под прямым углом. Всего разведанные размеры пещеры от верхней части до нижней платформы составляют около 100 метров.
Из подземного зала в толщу скал уходят множество прямоугольных тоннелей высотой от 5 до 20 сантиметров. В подземном зале также обнаружен «парящий» мегалит, который прикреплён к стене лишь одним ребром, из-за чего кажется парящим в воздухе.
В то же время представитель Кабардино-Балкарской геолого-разведочной экспедиции Вера Давиденко считает, что пещера имеет естественное происхождение: «Материал выброса при накоплении был горячим и поэтому при застывании образовались трещины отдельности — то есть весь туфовый массив оказался как бы разбитым на блоки. Углубление, обнаруженное в районе селения Заюково, представляет собой одну из таких трещин гравитационного отрыва, для которой характерны ровные поверхности соприкосновения».